# Relaciones Islas Feroe-Unión Europea
Las islas Feroe, una nación autónoma dentro del Reino de Dinamarca, no forma parte de la Unión Europea (UE), como afirman explícitamente ambos tratados de Roma.
Las relaciones de las Islas Feroe con la UE se rigen por un Acuerdo de Pesca (1977) y un Acuerdo de Libre Comercio (1991, revisado en 1998). La razón principal para permanecer fuera de la UE son los desacuerdos sobre la Política Pesquera Común.

## Relaciones de la UE

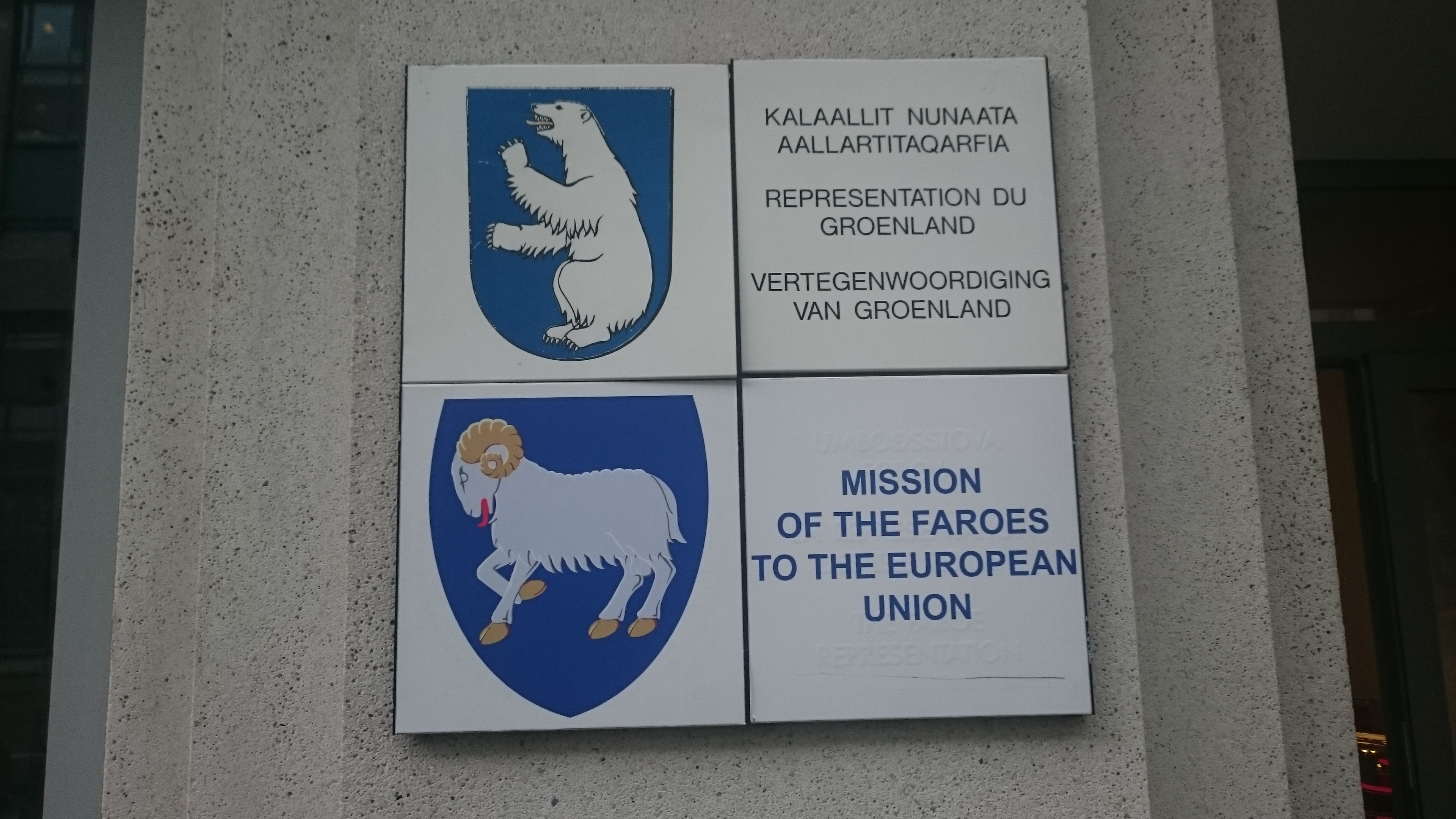
Representación permanente de las Islas Feroe y Groenlandia en la Unión Europea

Como se afirma explícitamente en ambos tratados de Roma, las Islas Feroe no son parte de la UE. Esto significa que la libre circulación de bienes, personas, capitales y servicios dentro de la UE y otras directivas no se aplican a las Islas Feroe.
Un protocolo del tratado de adhesión de Dinamarca a las Comunidades Europeas estipula que los nacionales daneses que residen en las Islas Feroe no deben considerarse nacionales daneses en el sentido de los tratados. Por lo tanto, los daneses que viven en las Islas Feroe no son ciudadanos de la Unión Europea (otros ciudadanos de la UE que viven allí siguen siendo ciudadanos de la UE) y no tienen derecho a establecerse en la UE sin permisos especiales.
Las Islas Feroe no forman parte del espacio Schengen. Sin embargo, las personas que viajan entre las Islas Feroe y el Área Schengen no están sujetas a controles fronterizos, aunque puede haber controles de identidad al registrarse para vuelos.
Los cargos por servicios internacionales como el roaming telefónico y las transferencias bancarias son mucho más altos que dentro de la UE.

## Boicot de la UE contra las Islas Feroe
En julio de 2013, la UE impuso sanciones a las Islas Feroe debido a una disputa sobre la cuota de pesca de arenque y caballa. El boicot, que comenzó el 28 de agosto de 2013, prohibió los buques feroés que transportaban arenque o caballa desde todos los puertos de la UE, incluidos Dinamarca, Suecia y Finlandia. Las Islas Feroe ya no podían exportar arenque o caballa a países de la UE. El boicot se levantó el 20 de agosto de 2014 después de un gran avance en las negociaciones que vio la participación de las Islas Feroe en la cuota total de caballa saltar del 4,62% al 12,6%. 

## Membresía a la UE
Hay políticos, principalmente en el Partido de la Unión de derecha (Sambandsflokkurin), dirigido por su presidente Kaj Leo Johannesen, a quien le gustaría ver a las Islas Feroe como miembro de la UE. Sin embargo, el presidente de la República de izquierda (Tjóðveldi), Høgni Hoydal, ha expresado su preocupación de que si las Islas Feroe se unieran a la UE tal como están, podrían desaparecer dentro de la UE, compartiendo esto con la situación de las Islas Shetland y Åland hoy, y quiere que el gobierno local resuelva primero la situación política entre las Islas Feroe y Dinamarca. 
Una preocupación importante también es la pesca, que representa el 90 por ciento de las exportaciones feroesas. Como una parte tan grande de su economía, las islas no quieren que se tomen decisiones tan lejanas como tendrían tan poco que decir en la UE debido a su pequeña población. Como miembro de la UE, de acuerdo con la Política Pesquera Común, tendrían que regalar grandes cuotas de pescado en sus propias aguas a otros países de la UE.